# Nyckel (verktyg)

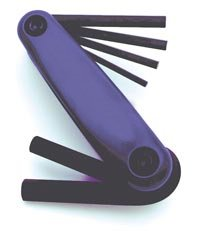
Insexnycklar med flera olika storlekar

Nyckel är ett verktyg för att vrida runt någonting, t.ex. ett lås, en skruv, eller att dra upp en uppdragbar maskin, t.ex. ett mekaniskt ur, eller en uppdragbar leksak.
Nycklar benämns enligt typ:
| - blocknyckel - brandpostnyckel - ekernyckel - elementnyckel - fast nyckel - fatnyckel - fyrkantnyckel - haknyckel | - hexnyckel - hjulbultnyckel - hylsnyckel - insexnyckel - klonyckel - kombinyckel - lednyckel - låsnyckel | - momentnyckel - oljepluggnyckel - ringnyckel - sexkantnyckel - skiftnyckel - skridskonyckel - skruvnyckel | - splinesnyckel - tolvkantnyckel - tändstiftsnyckel - u-nyckel - u-ringnyckel - universalnyckel - urnyckel |

En skruvmejsel kallas inte nyckel.